# Magnum (piłkarz)
Magnum Rafael Farias Tavares (ur. 24 marca 1982) – brazylijski piłkarz występujący na pozycji pomocnika.

## Kariera klubowa
Od 2002 do 2012 roku występował w klubach Tuna Luso, Paysandu SC, Vitória, Iraty, Santos FC, Kawasaki Frontale, Nagoya Grampus, Ulsan Hyundai, São Caetano i Remo.